# Feodosij (Vasněv)
Feodosij (světským jménem: Sergej Ivanovič Vasněv; * 26. ledna 1961, Pičajevo) je ruský duchovní Ruské pravoslavné církve a metropolita tambovský a rasskazovský.

## Život
Narodil se 26. ledna 1961 ve vesnici Pičajevo Tambovské oblasti v rodině kněze.
Po absolvování střední školy a vojenské služby nastoupil na Moskevský duchovní seminář. Následně pokračoval ve studiu na Moskevské duchovní akademii.
V lednu 1985 byl poslán na studium do Československa, kde studoval na teologické fakultě Prešovské univerzity. Zde získal titul magistra bohosloví.
Dne 22. srpna 1987 byl v monastýru Danilov v Moskvě metropolitou Filaretem (Vachromejevem) postřižen na monacha se jménem Feodosij na počest svatého Teodosia Pečerského. Dne 28. srpna stejného roku jej biskup kaširský Feofan (Halynskyj) rukopoložil na hierodiakona.
Dne 1. ledna 1988 byl poslán jako diákon na patriarchální podvorje v Karlových Varech.
Dne 12. července 1988 byl v chrámu svatých Petra a Pavla v Karlových Varech biskupem podolským Vladimirem (Ikimem) rukopoložen na jeromonacha.
V srpnu 1990 se stal referentem sekce zahraničních institucí Oddělení vnějších vztahů obchodního Moskevského patriarchátu. Od roku 1991 tuto sekci vedl.
Roku 1992 byl povýšen na igumena.
Dne 26. dubna 1993 byl jmenován vedoucím Ruské duchovní misie v Jeruzalémě. Dne 22. května jej patriarcha jeruzalémský Diodoros povýšil na archimandritu.
Dne 12. března 2002 jej Svatý synod zvolil biskupem vetlužským a vikářem nižněnovgorodské eparchie. Dne 19. dubna byl oficiálně jmenován biskupem a 21. dubna proběhla jeho biskupská chirotonie. Světiteli byli patriarcha moskevský Alexij II., metropolita krutický a kolomenský Juvenalij (Pojarkov), metropolita smolenský a kaliningradský Kirill (Gunďajev), metropolita solněčnogorský Sergij (Fomin), metropolita volokolamský a jurjevský Pitirim (Něčajev), metropolita taškentský a středoasijský Vladimir (Ikim), arcibiskup nižněnovgorodský a arzamaský Jevgenij (Ždan), arcibiskup istrijský Arsenij (Jepifanov), arcibiskup verejský Jevgenij (Rešetnikov), biskup filippopolský Nifon (Sajkali) (Pravoslavný patriarchát antiochijský), biskup orechovo-zujevský Alexij (Frolov), biskup dmitrovský Alexandr (Agrikov), biskup sergijevo-posadský Feognost (Guzikov), biskup permský a solikamský Irinarch (Grezin) a biskup brjanský a sevský Feofilakt (Moisejev).
Dne 26. prosince 2002 byl ustanoven biskupem tambovským a mičurinský.
Dne 26. prosince 2012 byl jmenován na metropolitou, hlavou tambovské metropole se změnou titulu na tambovský a rasskazovský. Dne 3. ledna 2013 byl povýšen na metropolitu.
Dne 8. března 2019 obhájil disertační práci na Prešovské univerzitě a získal titul doktora teologie.